# North Arlington
North Arlington es un borough ubicado en el condado de Bergen en el estado estadounidense de Nueva Jersey. En el año 2010 tenía una población de 15.392 habitantes y una densidad poblacional de 2.263,53 personas por km².

## Geografía
North Arlington se encuentra ubicado en las coordenadas 40°47′29″N 74°7′59″O / 40.79139, -74.13306.

## Demografía
Según la Oficina del Censo en 2000 los ingresos medios por hogar en la localidad eran de $51,787 y los ingresos medios por familia eran $62,483. Los hombres tenían unos ingresos medios de $41,512 frente a los $34,769 para las mujeres. La renta per cápita para la localidad era de $24,441. Alrededor del 5.1% de la población estaba por debajo del umbral de pobreza.